# Tichon (Zajcev)
Tichon (světským jménem: Alexandr Viktorovič Zajcev; * 13. dubna 1967, Moskva) je ruský duchovní Ruské pravoslavné církve, arcibiskup ruzský a vikář patriarchy moskevského a celé Rusi.

## Život
Narodil se 13. dubna 1967 v Moskvě.
Po střední škole nastoupil na technické učiliště a absolvoval povinnou vojenskou službu.
Roku 1987 začal studovat na Moskevském duchovním semináři a poté na Moskevské duchovní akademii.
Dne 25. března 1993 jej prorektor akademie archimandrita Venedikt (Kňazev) postřihnul na monacha se jménem Tichon na počest svatého patriarchy Tichona Moskevského.
Dne 7. dubna 1993 byl rektorem akademie biskupem Filaretem (Karagodinem) rukopoložen na jerodiákona.
V duchovní akademii byl starším diákonem a od roku 1995 blagočinným Pokrovského akademického chrámu. Na akademii přednášel liturgiku, homiletiku a starořečtinu.
Dne 6. ledna 1996 byl biskupem Jevgenijem (Rešetnikovem) rukopoložen na jeromonacha. Stejného roku mu byl na Velikonoce udělen náprsní kříž.
Roku 1999 byl povýšen na igumena.
Dne 24. prosince 2004 se stal členem Ruské duchovní misie v Jeruzalémě a 6. října 2006 jejím vedoucím.
Dne 8. října 2006 byl povýšen na archimandritu.
Dne 31. března 2009 jej Svatý synod zvolil biskupem podolským a vikářem patriarchy moskevského a celé Rusi. Současně se stal předsedou finanční a hospodářské správy patriarchátu.
Dne 14. dubna 2009 byl jmenován představeným chrámu svatého Mikuláše v Chamovnikách.
Dne 25. dubna 2009 byl oficiálně jmenován biskupem a o den později proběhla v chrámu Krista Spasitele jeho biskupská chirotonie. Hlavním světitelem byl patriarcha moskevský a celé Rusi Kirill.
Dne 22. března 2011 se stal členem Nejvyšší církevní rady. Od stejného roku spravoval severo-východní vikariát.
Dne 25. července 2014 byl osvobozen od předsednictví finanční a hospodářské správy.
Dne 22. října 2015 byl ustanoven správcem vídeňské a budapeštské eparchie, kterým byl do 28. prosince 2017. Následně se stal správcem berlínské eparchie.
Dne 9. ledna 2018 byl osvobozen od spravování severo-východního vikariátu a chrámu svatého Mikuláše.
Dne 1. února 2018 byl povýšen na arcibiskupa.
Dne 13. dubna 2021 mu byl změněn titul z arcibiskup podolský na arcibiskup ruzský.